# Gero Drnek

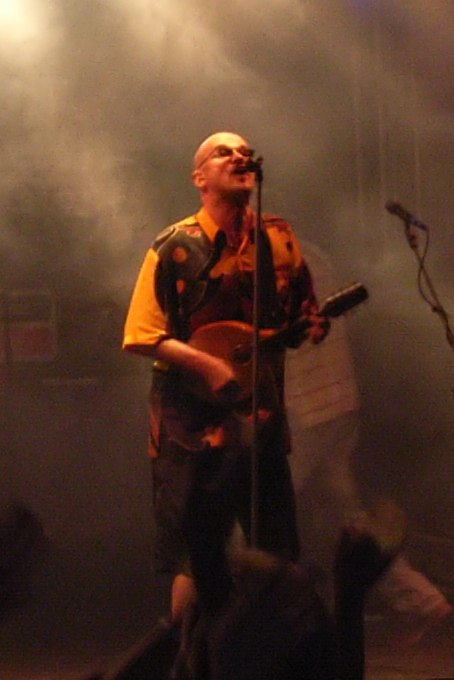
Gero Drnek (2007)

Gero Drnek (* 6. August 1960 in Hannover) ist ein deutscher Musiker und Multiinstrumentalist. 1989 trat er als sechstes Mitglied der deutschen Rockformation Fury in the Slaughterhouse bei. Dort besetzte er vornehmlich die Position des Keyboarders, spielte aber auch andere Instrumente wie Gitarre, E-Bass, Akkordeon, Mandoline, Klarinette, Schlagzeug u. a.

## Werdegang

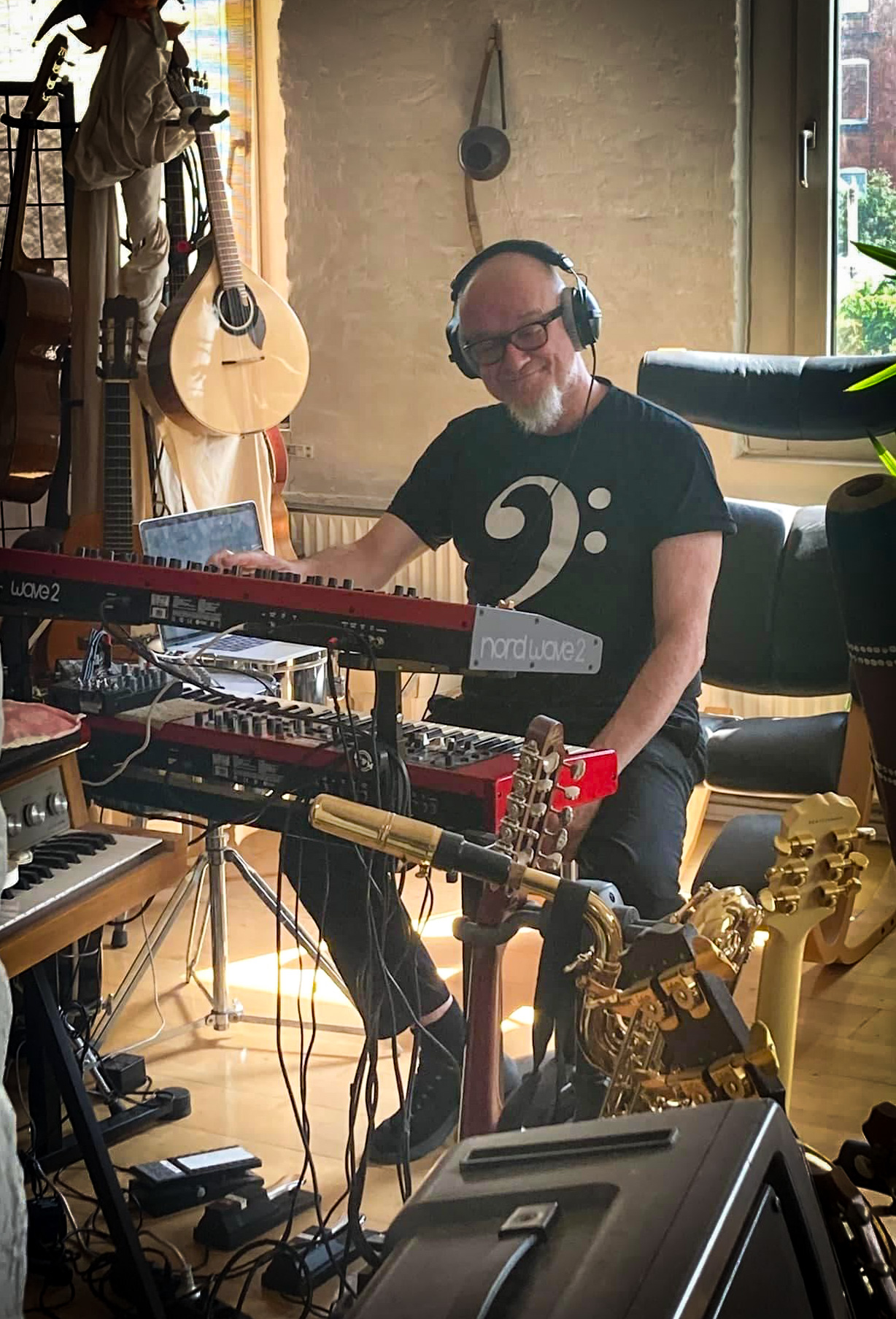
Gero Drnek (2022) in seinem Heimstudio.

Schon im Alter von fünf Jahren erhielt Drnek Akkordeon-Unterricht. Auf einem musikalisch ausgerichteten Gymnasium, der Goethe-Schule in Hannover, lernte er Klarinette, Gitarre, Saxophon und E-Bass zu spielen und schloss die Schule mit Abitur ab. Im Anschluss studierte Drnek Klarinette an der Musikhochschule Hannover.
Parallel zu seinem Studium betrieb er eine eigene Musikschule, in der er Hannes Schäfer, den ersten Bassisten von Fury in the Slaughterhouse, am Bass unterrichtete. So stieß Drnek später zur Band. Außerdem agierte er beim Jungen Sinfonieorchester Hannover und in verschiedenen Bands.
Bis zur vorübergehenden Auflösung von Fury in the Slaughterhouse besetzte Gero Drnek laut eigener Aussage die Position des „Liberos“, der „alles spielt, was gerade gespielt werden soll“. Seit der Wiedervereinigung der Band im Jahr 2016 bedient Drnek auch wieder o. g. Instrumente.